# 吴小莺
吴小莺（1961年7月—），女，江苏人，中华人民共和国外交官，曾任中华人民共和国驻敖德萨总领事。

## 生平
1986年，进入中华人民共和国外交部工作，先后在外交部苏欧司、外交部欧亚司、驻哈巴罗夫斯克总领事馆任职，期间在苏联列宁师范学院进修1年。1999年，任驻立陶宛大使馆参赞。2002年，任驻哈萨克斯坦大使馆参赞。2004年，任外交部欧亚司参赞。2007年，挂职中国石油天然气集团公司中亚分公司副总经理。2008年12月，出任中华人民共和国驻敖德萨总领事。。2013年11月，自驻敖德萨总领事离任。2016年，随丈夫出使保加利亚，以大使夫人身份任驻保加利亚大使馆参赞。2018年，随丈夫结束任期。

## 家庭
已婚，丈夫是外交官张海舟，两人育有一子。